# Teilhabe (Behinderte Menschen)

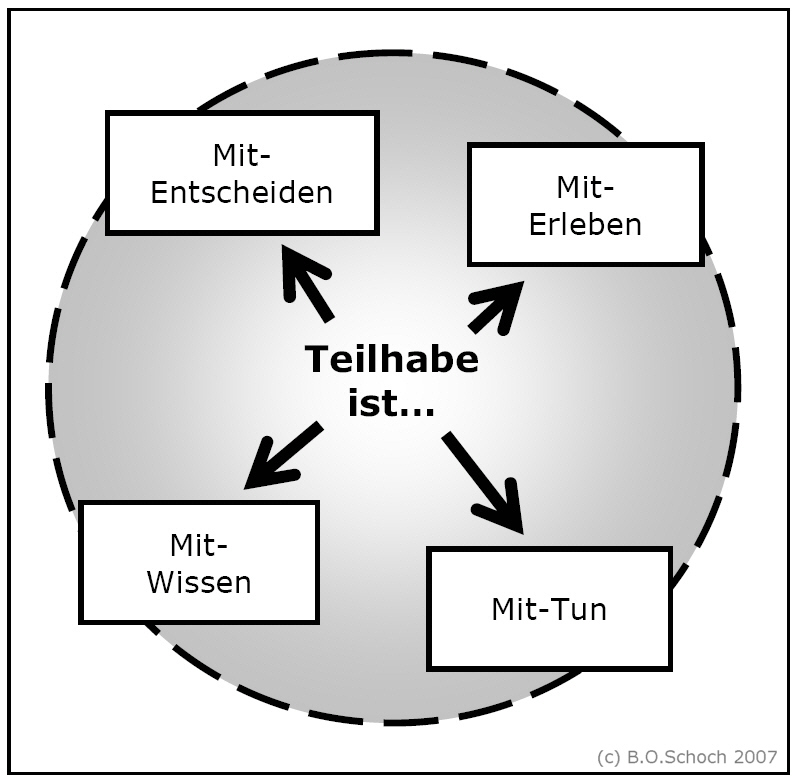
Dimensionen von Teilhabe

Teilhabe bedeutet nach einer Definition der Weltgesundheitsorganisation (WHO) aus dem Jahr 2001 das „Einbezogensein in eine Lebenssituation“. Behinderung bedeutet hier neben einer medizinisch diagnostizierbaren „Schädigung“ eine „Beeinträchtigung der Teilhabe als Wechselwirkung zwischen dem gesundheitlichen Problem (ICD) einer Person und ihren Umweltfaktoren“. Dabei ist die „Beeinträchtigung“ nicht vollständig objektivierbar: Es ist beispielsweise schwer anzugeben, wie stark Stotternde in der „Domäne mündliche Kommunikation in großen Gruppen“ beeinträchtigt sind, da dies neben ihrem Selbstbewusstsein erheblich von der Akzeptanz, Toleranz und dem Respekt der Mitmenschen beeinflusst wird.
Teilweise wird der Begriff als Fehlübersetzung des in der englischen Literatur verwendeten Begriffs participation (Partizipation) bezeichnet: Das diesem Wort zugrunde liegende lateinische Teil-Verb cipere bezeichne Aktivitäten und habe keine passive Orientierung wie das deutsche Verb „Haben“ oder das in der Definition der Weltgesundheitsorganisation verwendete „Einbezogensein“.
Zweck der 2008 in Kraft getretenen UN-Behindertenrechtskonvention (UN-BRK) ist es, „den vollen und gleichberechtigten Genuss aller Menschenrechte und Grundfreiheiten durch alle Menschen mit Behinderungen zu fördern, zu schützen und zu gewährleisten und die Achtung der ihnen innewohnenden Würde zu fördern. Zu den Menschen mit Behinderungen zählen Menschen, die langfristige körperliche, seelische, geistige oder Sinnesbeeinträchtigungen haben, welche sie in Wechselwirkung mit verschiedenen Barrieren an der vollen, wirksamen und gleichberechtigten Teilhabe an der Gesellschaft hindern können“ (Art. 1 UN-BRK).
Die Begriffe „Inklusion“ und „Barrierefreiheit“ (neuerdings auch öfter: „Zugänglichkeit“) hingegen bezeichnen einen politisch-soziologischen Prozess bzw. die Ausgestaltung der Umgebung.

## Deutschland
In Deutschland darf niemand wegen seiner Behinderung benachteiligt werden (Art. 3 Abs. 3 Satz 2 GG).
Die Teilhabe behinderter Menschen ist ein soziales Recht (§ 10 SGB I). Menschen mit Behinderungen oder von Behinderung bedrohte Menschen erhalten Sozialleistungen nach dem Neunten Buch Sozialgesetzbuch in der Fassung des Bundesteilhabegesetzes und den für die Rehabilitationsträger geltenden Leistungsgesetzen, um ihre Selbstbestimmung und ihre volle, wirksame und gleichberechtigte Teilhabe am Leben in der Gesellschaft zu fördern, Benachteiligungen zu vermeiden oder ihnen entgegenzuwirken (§ 1 SGB IX). Ziel des Allgemeinen Gleichbehandlungsgesetzes ist, auch Benachteiligungen wegen einer Behinderung zu verhindern oder zu beseitigen (§ 1 AGG). Beim Bundesministerium für Familie, Senioren, Frauen und Jugend wurde die Stelle des Bundes zum Schutz vor Benachteiligungen wegen eines in § 1 genannten Grundes (Antidiskriminierungsstelle des Bundes) errichtet (§ 25 AGG).
Aufgabe des gem. § 17 des Behindertengleichstellungsgesetzes (BGG) bestellten Beauftragten der Bundesregierung für die Belange von Menschen mit Behinderungen (Behindertenbeauftragten) ist es, „darauf hinzuwirken, dass die Verantwortung des Bundes, für gleichwertige Lebensbedingungen für Menschen mit und ohne Behinderungen zu sorgen, in allen Bereichen des gesellschaftlichen Lebens erfüllt wird“ (§ 18 BGG).

### Teilhabeleistungen für Menschen mit Behinderungen und von Behinderung bedrohte Menschen
Menschen mit Behinderungen sind Menschen, die körperliche, seelische, geistige oder Sinnesbeeinträchtigungen haben, die sie in Wechselwirkung mit einstellungs- und umweltbedingten Barrieren an der gleichberechtigten Teilhabe an der Gesellschaft mit hoher Wahrscheinlichkeit länger als sechs Monate hindern können. Eine Beeinträchtigung vor, wenn der Körper- und Gesundheitszustand von dem für das Lebensalter typischen Zustand abweicht. Menschen sind von Behinderung bedroht, wenn eine Beeinträchtigung zu erwarten ist (§ 2 Abs. 1 SGB IX).
Teilhabeleistungen sind gem. § 4 Abs. 1 SGB IX eine zusammenfassende Bezeichnung für die notwendigen Sozialleistungen, um unabhängig von der Ursache der Behinderung
1. die Behinderung abzuwenden, zu beseitigen, zu mindern, ihre Verschlimmerung zu verhüten oder ihre Folgen zu mildern,
2. Einschränkungen der Erwerbsfähigkeit oder Pflegebedürftigkeit zu vermeiden, zu überwinden, zu mindern oder eine Verschlimmerung zu verhüten sowie den vorzeitigen Bezug anderer Sozialleistungen zu vermeiden oder laufende Sozialleistungen zu mindern,
3. die Teilhabe am Arbeitsleben entsprechend den Neigungen und Fähigkeiten dauerhaft zu sichern oder
4. die persönliche Entwicklung ganzheitlich zu fördern und die Teilhabe am Leben in der Gesellschaft sowie eine möglichst selbständige und selbstbestimmte Lebensführung zu ermöglichen oder zu erleichtern.

Das Gesetz unterscheidet Leistungen zur Teilhabe am Arbeitsleben (§ 5 Nr. 2, § 49 SGB IX), zur Teilhabe an Bildung (§ 5 Nr. 4, § 75 SGB IX) und zur sozialen Teilhabe ((§ 5 Nr. 5, § 76 SGB IX), außerdem Leistungen zur medizinischen Rehabilitation (§ 5 Nr. 1, § 42 Abs. 2 SGB IX) sowie unterhaltssichernde und andere ergänzende Leistungen wie Kranken-, Verletzten- und Übergangsgeld oder eine Haushaltshilfe (§ 5 Nr. 3, § 64, § 65, § 74 SGB IX).
Bei der Entscheidung über die Leistungen und bei der Ausführung der Leistungen zur Teilhabe wird berechtigten Wünschen der Leistungsberechtigten entsprochen (§ 8 Abs. 1 Satz 1 SGB IX).
Früher wurde die Teilhabe von Menschen mit Behinderung am Leben in der Gemeinschaft als soziale Rehabilitation bezeichnet. Leistungen zur Teilhabe haben grundsätzlich Vorrang vor Rentenleistungen nach dem SGB VI, BVG, SGB VII und vor anderen Sozialleistungen sowie vor Pflegeleistungen (§ 9 SGB IX).

#### Träger
Rehabilitationsträger für die in § 5 Nr. 1 bis 5 SGB IX genannten Leistungsgruppen können gem. § 6 Abs. 1 SGB IX sein:
1. Träger der Gesetzliche Krankenversicherung,
2. Bundesagentur für Arbeit,
3. Träger der gesetzlichen Unfallversicherung (§ 114 SGB VII),
4. Träger der gesetzlichen Rentenversicherung (§ 125 SGB VI) und der Träger der Alterssicherung der Landwirte (§ 49 ALG),
5. Träger der Sozialen Entschädigung (§ 111 SGB XIV),
6. Träger der öffentlichen Jugendhilfe (§ 69 SGB VIII) sowie
7. Träger der Eingliederungshilfe.

Die Rehaträger sind im Rahmen des § 14 SGB IX zur Zusammenarbeit verpflichtet.

#### Einzelne Teilhabeleistungen

##### Teilhabe am Arbeitsleben
Die Leistungen zur Teilhabe am Arbeitsleben umfassen gem. § 49 Abs. 3 SGB IX insbesondere
1. Hilfen zur Erhaltung oder Erlangung eines Arbeitsplatzes einschließlich Leistungen zur Aktivierung und beruflichen Eingliederung,
2. eine Berufsvorbereitung einschließlich einer wegen der Behinderung erforderlichen Grundausbildung,
3. die individuelle betriebliche Qualifizierung im Rahmen Unterstützter Beschäftigung,
4. die berufliche Anpassung und Weiterbildung, auch soweit die Leistungen einen zur Teilnahme erforderlichen schulischen Abschluss einschließen,
5. die berufliche Ausbildung, auch soweit die Leistungen in einem zeitlich nicht überwiegenden Abschnitt schulisch durchgeführt werden,
6. die Förderung der Aufnahme einer selbständigen Tätigkeit durch die Rehabilitationsträger und
7. sonstige Hilfen zur Förderung der Teilhabe am Arbeitsleben, um Menschen mit Behinderungen eine angemessene und geeignete Beschäftigung oder eine selbständige Tätigkeit zu ermöglichen und zu erhalten, etwa Leistungen in Werkstätten für behinderte Menschen (§ 56 SGB IX).

Leistungen zur Teilhabe am Arbeitsleben können auch an Arbeitgeber erbracht werden (§ 50 Abs. 1 SGB IX), insbesondere in Form bestimmter Zuschüsse (Geldleistungen).

##### Teilhabe an Bildung
Die Leistungen umfassen gem. § 75 Abs. 2 SGB IX insbesondere
1. Hilfen zur Schulbildung, insbesondere im Rahmen der Schulpflicht einschließlich der Vorbereitung hierzu,
2. Hilfen zur schulischen Berufsausbildung,
3. Hilfen zur Hochschulbildung und
4. Hilfen zur schulischen und hochschulischen beruflichen Weiterbildung.

##### Soziale Teilhabe
Leistungen zur sozialen Teilhabe sind gem. § 76 Abs. 2 SGB IX insbesondere
1. Leistungen für Wohnraum (§ 77 SGB IX),
2. Assistenzleistungen (§ 78 SGB IX) wie persönliche Assistenz am Arbeitsplatz und Elternassistenz,[6]
3. heilpädagogische Leistungen (§ 79 SGB IX),
4. Leistungen zur Betreuung in einer Pflegefamilie (§ 80 SGB IX),
5. Leistungen zum Erwerb und Erhalt praktischer Kenntnisse und Fähigkeiten (§ 81 SGB IX),
6. Leistungen zur Förderung der Verständigung (§ 82 SGB IX),
7. Leistungen zur Mobilität wie Behindertenfahrdienste (§ 83 SGB IX) und
8. Hilfsmittel (§ 84 SGB IX).

##### Kulturelle Teilhabe
In Artikel 27 der Allgemeinen Erklärung der Menschenrechte heißt es: „(1) Jeder hat das Recht, am kulturellen Leben der Gemeinschaft frei teilzunehmen, sich an den Künsten zu erfreuen und am wissenschaftlichen Fortschritt und dessen Errungenschaften teilzuhaben.“ Kulturelle Teilhabe wird in den Artikeln 8 (Bewusstseinsbildung), 21 (Recht der freien Meinungsäußerung, Meinungsfreiheit und Zugang zu Informationen) und insbesondere in Artikel 30 (Teilhabe am kulturellen Leben sowie an Erholung, Freizeit und Sport) der UN-Behindertenrechtskonvention geregelt.

### Teilhabe schwerbehinderter Menschen
Zum Schutz von schwerbehinderten und diesen gleichgestellten behinderten Menschen, insbesondere im Arbeitsleben, enthält das Neunte Buch Sozialgesetzbuch (SGB IX) in Teil 3 (§§ 151 ff. SGB IX) besondere Regelungen zum Nachteilsausgleich. Der früher im SchwbG geläufige Begriff der „Eingliederung“ wurde im SGB IX weitgehend (allerdings nicht durchgängig) durch den Begriff der „Teilhabe“ ersetzt.
Menschen sind im Sinne des Teils 3 schwerbehindert, wenn bei ihnen ein Grad der Behinderung von wenigstens 50 vorliegt und sie ihren Wohnsitz, ihren gewöhnlichen Aufenthalt oder ihre Beschäftigung auf einem Arbeitsplatz im Sinne des § 156 SGB IX rechtmäßig im Geltungsbereich des SGB IX haben (§ 2 Abs. 2 SGB IX). Schwerbehinderten Menschen gleichgestellt werden sollen Menschen mit Behinderungen mit einem Grad der Behinderung von weniger als 50, aber wenigstens 30, wenn sie infolge ihrer Behinderung ohne die Gleichstellung einen geeigneten Arbeitsplatz im Sinne des § 156 SGB IX nicht erlangen oder nicht behalten können (§ 2 Abs. 3 SGB IX).